# Hinde-rigótimália
A Hinde-rigótimália (Turdoides hindei) a madarak osztályának verébalakúak (Passeriformes) rendjébe és a Leiothrichidae családjába tartozó faj.

## Rendszerezése
A fajt Richard Bowdler Sharpe angol ornitológus írta le 1900-ban, a Crateropus nembe Crateropus hindei néven.

## Előfordulása
Kelet-Afrikában, Kenya középső részén honos. A természetes élőhelye a szubtrópusi vagy trópusi nedves cserjések, valamint ültetvények és szántóföldek. Állandó, nem vonuló faj.

## Megjelenése
Testhossza 20-23 centiméter, testtömege 58-77 gramm.

## Életmódja
Feltehetően gerinctelenekkel, bogyókkal és magvakkal táplálkozik.